# مارك فابر
مارك فابر (بالإنجليزية: Marc Faber)‏ (و. 1946  م) هو اقتصادي، وكاتب غير روائي سويسري، ولد في زيورخ.

## التعليم
تعلم في جامعة زيورخ.